# Premis Oscar de 1990
Els Premis Oscar de 1990 (en anglès: 63rd Academy Awards) foren presentats el dia 25 de març de 1991 en una cerimònia realitzada al Shrine Auditorium de Los Angeles.
En aquesta edició Billy Crystal actuà de presentador per segon cop.

## Curiositats
La pel·lícula més nominada de la nit fou Ballant amb llops de Kevin Costner amb dotze nominacions, i alhora fou la guanyadora de la nit amb set guardons, entre elles millor pel·lícula, director o guió adaptat. Costner, amb la seva victòria, es convertí en el cinqué director en aconseguir guanyar com a millor director en el seu debut.
La victòria de Whoopi Goldberg com a millor actriu secundària a Ghost la convertí en la segona actriu afroamericana en aconseguir un premi Oscar, 51 anys després que ho feu Hattie McDaniel per Allò que el vent s'endugué.
La gran perdedora de la nit fou El Padrí III de Francis Ford Coppola que, tot i ser nominada a set estatuetes, no aconseguí cap premi.

## Premis
A continuació es mostren les pel·lícules que varen guanyar i que estigueren nominades a l'Oscar l'any 1990:
| Millor pel·lícula | Millor direcció |
| --- | --- |
| - Ballant amb llops (Jim Wilson i Kevin Costner per Tig Productions) - Despertar (Walter F. Parkes i Lawrence Lasker per Columbia Pictures) - Ghost (Lisa Weinstein per Paramount Pictures) - Un dels nostres (Martin Scorsese per Warner Bros.) - El Padrí III (Francis Ford Coppola per Zoetrope Studios)        | - Kevin Costner per Ballant amb llops - Francis Ford Coppola per El Padrí III - Stephen Frears per Els estafadors - Barbet Schroeder per El misteri Von Bulow - Martin Scorsese per Un dels nostres |
| Millor actor | Millor actriu |
| - Jeremy Irons per El misteri Von Bulow com a Claus von Bülow - Kevin Costner per Ballant amb llops com a Tinent John J. Dunbar - Robert De Niro per Despertar com a Leonard Lowe - Gérard Depardieu per Cyrano de Bergerac com a Cyrano de Bergerac - Richard Harris per The Field com a "Bull" McCabe            | - Kathy Bates per Misery com a Annie Wilkes - Anjelica Huston per Els estafadors com a Lilly Dillon - Julia Roberts per Pretty Woman com a Vivian Ward - Meryl Streep per Postals des de Hollywood com a Suzanne Vale - Joanne Woodward per Mr. and Mrs. Bridge com a India Bridge |
| Millor actor secundari | Millor actriu secundària |
| - Joe Pesci per Un dels nostres com a Tommy DeVito - Bruce Davison per Companys inseparables com a David - Andy García per El Padrí III com a Vincent Corleone - Graham Greene per Ballant amb llops com a Kicking Bird - Al Pacino per Dick Tracy com a Alphonse "Big Boy" Caprice                                | - Whoopi Goldberg per Ghost com a Oda Mae Brown - Annette Bening per Els estafadors com a Myra Langtry - Lorraine Bracco per Un dels nostres com a Karen Friedman Hill - Diane Ladd per Cor salvatge com a Marietta Fortune - Mary McDonnell per Ballant amb llops com a Christine |
| Millor guió original | Millor guió adaptat |
| - Bruce Joel Rubin per Ghost - Woody Allen per Alice - Barry Levinson per Avalon - Peter Weir per Matrimoni de conveniència - Whit Stillman per Metropolitan | - Michael Blake per Ballant amb llops (sobre hist. pròpia) - Steven Zaillian per Despertar (sobre hist. d'Oliver Sacks) - Donald E. Westlake per Els estafadors (sobre hist. de Jim Thompson) - Nicholas Kazan per El misteri Von Bulow (sobre hist. d'Alan Dershowitz) - Nicholas Pileggi i Martin Scorsese per Un dels nostres (sobre hist. de N. Pileggi) |
| Millor pel·lícula de parla no anglesa | |
| - Reise der Hoffnung de Xavier Koller (Suïssa) - Cyrano de Bergerac de Jean-Paul Rappeneau (França) - Das schreckliche Mädchen de Michael Verhoeven (Alemanya) - Ju Dou de Zhang Yimou i Yang Fengliang (Xina) - Porte aperte de Gianni Amelio (Itàlia)                                                            | |
| Millor banda sonora | Millor cançó original |
| - John Barry per Ballant amb llops - Randy Newman per Avalon - Maurice Jarre per Ghost - David Grusin per Havana - John Williams per Sol a casa | - Stephen Sondheim (música i lletra) per Dick Tracy ("Sooner or Later") - Jon Bon Jovi (música i lletra) per Young Guns II ("Blaze of Glory") - Shel Silverstein (música i lletra) per Postals des de Hollywood ("I'm Checkin' Out") - Carmine Coppola (música); John Bettis (lletra) per El Padrí III ("Promise Me You'll Remember (Love Theme from The Godfather Part III)") - John Williams (música); Leslie Bricusse (lletra) per Sol a casa ("Somewhere in My Memory") |
| Millor fotografia | Millor maquillatge |
| - Dean Semler per Ballant amb llops - Allen Daviau per Avalon - Vittorio Storaro per Dick Tracy - Philippe Rousselot per Henry and June - Gordon Willis per El Padrí III | - John Caglione, Jr. i Doug Drexler per Dick Tracy - Michèle Burke i Jean-Pierre Eychenne per Cyrano de Bergerac - Ve Neill i Stan Winston per Edward Scissorhands |
| Millor direcció artística | Millor vestuari |
| - Richard Sylbert; Rick Simpson per Dick Tracy - Jeffrey Beecroft; Lisa Dean per Ballant amb llops - Ezio Frigerio; Jacques Rouxel per Cyrano de Bergerac - Dante Ferretti; Francesca Lo Schiavo per Hamlet, l'honor de la venjança - Dean Tavoularis; Gary Fettis per El Padrí III                                | - Franca Squarciapino per Cyrano de Bergerac - Gloria Gresham per Avalon - Elsa Zamparelli per Ballant amb llops - Milena Canonero per Dick Tracy - Maurizio Millenotti per Hamlet, l'honor de la venjança |
| Millor muntatge | Millor so |
| - Neil Travis per Ballant amb llops - Thelma Schoonmaker per Un dels nostres - Walter Murch per Ghost - Barry Malkin, Lisa Fruchtman i Walter Murch per El Padrí III - Dennis Virkler i John Wright per The Hunt for Red October                                                                                   | - Jeffrey Perkins, Bill W. Benton, Gregory H. Watkins i Russell Williams II per Ballant amb llops - Nelson Stoll, Michael J. Kohut, Carlos Delarios i Aaron Rochin per Desafiament total - Thomas Causey, Chris Jenkins, David E. Campbell i Doug Hemphill per Dick Tracy - Charles M. Wilborn, Donald O. Mitchell, Rick Kline i Kevin O'Connell per Dies de tro - Richard Bryce Goodman, Richard Overton, Kevin F. Cleary i Don J. Bassman per The Hunt for Red October    |
| Millors efectes sonors | |
| - Cecelia Hall i George Watters II per The Hunt for Red October - Stephen H. Flick per Desafiament total - Charles L. Campbell i Richard C. Franklin per Flatliners | |
| Millor documental | Millor curtmetratge documental |
| - American Dream de Barbara Kopple i Arthur Cohn - Berkeley in the Sixties de Mark Kitchell - Building Bombs de Mark Mori i Susan Robinson - Forever Activists: Stories from the Veterans of the Abraham Lincoln Brigade de Judith Montell - Waldo Salt: A Screenwriter's Journey de Robert Hillmann i Eugene Corr | - Days of Waiting: The Life & Art of Estelle Ishigo\|Days of Waiting de Steven Okazaki - Burning Down Tomorrow de Kit Thomas - Chimps: So Like Us de Karen Goodman i Kirk Simon - Journey into Life de Derek Bromhall - Rose Kennedy: A Life to Remember de Freida Lee Mock i Terry Sanders |
| Millor curtmetratge | Millor curtmetratge d'animació |
| - The Lunch Date d'Adam Davidson - Bronx Cheers de Raymond De Felitta i Matthew Gross - Dear Rosie de Peter Cattaneo i Barnaby Thompson - Senzeni Na? de Bernard Joffa i Anthony E. Nicholas - 12:01 PM de Hillary Ripps i Jonathan Heap                                                                           | - Creature Comforts de Nick Park - A Grand Day Out de Nick Park - Cavallette de Bruno Bozzetto |

## Oscar Especial
- Eric Brevig, Rob Bottin, Tim McGovern i Alex Funke per Desafiament total (pels efectes visuals)

## Premi Honorífic
- Sophia Loren - un dels tresors genuïns del cinema mundial que, en una rica carrera amb actuacions memorables, ha afegit brillantor permanent a la nostra forma d'art. [estatueta]
- Myrna Loy[2] - en reconeixement de les seves qualitats extraordinàries a la pantalla i fora, amb afecte pel valor d'una vida d'actuacions indelebles. [estatueta]

## Premi Irving G. Thalberg
- Richard D. Zanuck i David Brown

## Premi Gordon E. Sawyer
- Stefan Kudelski

## Presentadors
| Nom                           |                                                                                   |
| ----------------------------- | --------------------------------------------------------------------------------- |
| Charlie O'Donnell             | Anunciador dels premis                                                            |
| Karl Malden (president AMPAS) | Obertura i benvinguda                                                             |
| Michael Caine                 | Presentador obertura                                                              |
| Denzel Washington             | Millor actriu secundària                                                          |
| Dianne Wiest                  | Millor so                                                                         |
| Jack Lemmon                   | Presentador del segment Ghost, nominada a millor pel·lícula                       |
| Anne Archer                   | Millor maquillatge                                                                |
| Brenda Fricker                | Millor actor secundari                                                            |
| Chevy Chase Martin Short      | Millor curtmetratge                                                               |
| Woody Woodpecker              | Millor curtmetratge d'animació                                                    |
| Anjelica Huston               | Premi Honorífic a Myrna Loy                                                       |
| Joe Pesci                     | Introductor a la interpretació "Somewhere in My Memory"                           |
| Annette Bening                | Millor vestuari                                                                   |
| Geena Davis                   | Premis Científics i Tècnics i Premi Gordon E. Sawyer                              |
| Danny Aiello                  | Presentador del segment Un dels nostres, nominada a millor pel·lícula             |
| Jack Valenti                  | Millors efectes visuals                                                           |
| Michael Douglas               | Premi Honorífic Irving G. Thalberg a David Brown i Richard D. Zanuck              |
| Alec Baldwin Kim Basinger     | Introductors a número especial de presentació a millor música i entrega del premi |
| Danny Glover Kevin Kline      | Millo muntatge                                                                    |
| Richard Gere Susan Sarandon   | Millor direcció artística                                                         |
| Bob Hope                      | Presentador del muntatge "My First Movie"                                         |
| Phoebe Cates Ron Silver       | Millor curtmetratge documental i millor documental                                |
| Robert De Niro                | Presentador del segment Ballant amb llops, nominada a millor pel·lícula           |
| Andy Garcia Whoopi Goldberg   | Millors efectes sonors                                                            |
| Christian Slater              | Introductor a la interpretació "Blaze of Glory"                                   |
| Glenn Close                   | Millor fotografia                                                                 |
| Dustin Hoffman                | Millor pel·lícula de parla no anglesa                                             |
| Jodie Foster Anthony Hopkins  | Millor guió original i millor guió adaptat                                        |
| Debra Winger                  | Presentador del segment Despertar, nominada a millor pel·lícula                   |
| Gregory Peck                  | Premi Honorífic a Sophia Loren                                                    |
| Gregory Hines Ann-Margret     | Millor cançó                                                                      |
| Daniel Day-Lewis              | Millor actriu                                                                     |
| Jessica Tandy                 | Millor actor                                                                      |
| Jeff Bridges                  | Presentador del segment El Padrí III, nominada a millor pel·lícula                |
| Tom Cruise                    | Millor director                                                                   |
| Barbra Streisand              | Millor pel·lícula                                                                 |

### Actuacions
| Nom                        | Paper                        | Peça |
| -------------------------- | ---------------------------- | --- |
| Bill Conti                 | Arranjador musical Conductor | Orquestra |
| Jasmine Guy Steve LaChance | Intèrprets                   | Número d'obertura |
| Billy Crystal              | Presentador                  | Obertura: Un dels nostres (tonada de "Goody Goody") Ballant amb llops (tonada de "Dancing in the Dark" from Melodies de Broadway) Ghost (tonada de "L-O-V-E") El Padrí III (tonada de "Speak Softly, Love" de El Padrí) Despestar (tonada de "All the Way") |
| Madonna                    | Intèrpret                    | "Sooner or Later" de Dick Tracy |
| Cor infantil               | Intèrprets                   | "Somewhere in My Memory" de Sol a casa |
| Reba McEntire              | Intèrpret                    | "I'm Checkin' Out" de Postals des de Hollywood |
| Bon Jovi                   | Intèrpret                    | "Blaze of Glory" de Young Guns II |
| Harry Connick Jr.          | Intèrpret                    | "Promise Me You'll Remember (Love Theme from The Godfather Part III)" de El Padrí III |

## Múltiples nominacions i premis
| Premis | Pel·lícula                     |
| ------ | ------------------------------ |
| 12     | Ballant amb llops              |
| 7      | Dick Tracy                     |
| 7      | El Padrí III                   |
| 6      | Un dels nostres                |
| 5      | Cyrano de Bergerac             |
| 5      | Ghost                          |
| 4      | Avalon                         |
| 4      | Els estafadors                 |
| 3      | Desafiament total              |
| 3      | Despertar                      |
| 3      | The Hunt for Red October       |
| 3      | El misteri Von Bulow           |
| 2      | Hamlet, l'honor de la venjança |
| 2      | Postals des de Hollywood       |
| 2      | Sol a casa                     |

| Premis | Pel·lícula        |
| ------ | ----------------- |
| 7      | Ballant amb llops |
| 3      | Dick Tracy        |
| 2      | Ghost             |